# Indaco (Enigma)
Indaco è il terzo album in studio del rapper italiano Enigma, pubblicato il 14 ottobre 2016 dalla Artist First.

## Tracce
1. Indaco – 1:45
2. Rapa Nui – 2:26
3. Eco – 2:22
4. River Phoenix (feat. Gemitaiz) – 3:02
5. Musa – 2:59
6. Lula – 2:47
7. Labirinti – 2:55
8. Radio Scano (Skit) – 7:25
9. Prendi me – 3:01
10. Oltre (feat. Noia) – 3:17
11. Haka – 2:17
12. In Ritardo – 5:01

## Formazione
Musicisti
- Enigma – voce, arrangiamento, mastering
- Gemitaiz – voce aggiuntiva (traccia 4)
- Noia – voce aggiuntiva (traccia 10)
- Marco Manueddu – basso (traccia 9)
- Salvatore Desini – batteria (traccia 9)
- Kaizén – arrangiamento, missaggio, mastering

Produzione
- Valentini – produzione (traccia 1)
- Dr. Wesh – produzione (tracce 2 e 5)
- Marz – produzione (traccia 3)
- Kaizén – produzione (traccia 4 e 9)
- Prez Beat – produzione (traccia 6)
- Enigma, Marco Zangirolami – produzione (traccia 7)
- Noia – produzione (tracce 10 e 11)
- Ros – produzione (traccia 12)

## Classifiche
| Classifica (2016) | Posizione massima |
| ----------------- | ----------------- |
| Italia            | 6                 |